# Cylloceria ugaldevi
Cylloceria ugaldevi är en stekelart som beskrevs av Ian D. Gauld 1991. Cylloceria ugaldevi ingår i släktet Cylloceria och familjen brokparasitsteklar. Inga underarter finns listade i Catalogue of Life.